# Diplodactylus nebulosus
Espèce
Diplodactylus nebulosus est une espèce de geckos de la famille des Diplodactylidae.

## Répartition
Cette espèce est endémique d'Australie-Occidentale. Elle se rencontre dans la Moresby Range.

## Publication originale
- Doughty & Oliver, 2013 : Systematics of Diplodactylus (Squamata: Diplodactylidae) from the south-western Australian biodiversity hotspot: redefinition of D. polyophthalmus and the description of two new species. Records of the Western Australian Museum, vol. 28, no 1, p. 44-65 (texte intégral).